# سرو (شاه یمن)
بنابر شاهنامه فردوسی زمانی که فریدون دنبال همسر برای پسرانش بود جندل را مأمور کرد که دختران مناسبی را برای همسری فرزندانش ایرج، تور و سلم بیابد، جندل پس از جستجوی بسیار دختران سرو شاه یمن را مناسب ازدواج با فرزندان فریدون دید و به خواستگاری آنها برای فرزندان فریدون رفت.
در ابتدا سرو به این پیوند رضایت نداشت، سپس با توجه به توان فریدون و ایرانیان مخالفت را به صلاح ندانست، و این پیوندها رخ می‌دهد.
در کتاب سرزمین ملایر در شاهنامه فردوسی نوشته دکتر حسن رضا رفیعی با ارائه دلایل ذکر میشود که یمن مورد اشاره در شعر فروسی ،همان یمن واقع در شهرستان ملایر و قلعه سرو شاه ،همان قلعه مخروبه روی تپه یمن در روستای قلعه خلیفه(مصلحان) است.

## سروده درشاهنامه فردوسی
| خردمند و روشن‌دل و پاک‌تن       |  | بیامد بر سرو شاه یمن            |
| نشان یافت جندل مر اورا درست   |  | سه دختر چنان چون فریدون بجست    |
| خرامان بیامد به نزدیک سرو     |  | چنان چون به پیش گل اندر تذرو    |
| زمین را ببوسید و چربی نمود    |  | برآن کهتری آفرین برفزود         |
| به جندل چنین گفت شاه یمن      |  | که بی‌آفرینت مبادا دهن           |
| چه پیغام داری چه فرمان دهی    |  | فرستاده‌ای گر گرامی رهی          |
| بدو گفت جندل که خرم بدی       |  | همیشه ز تو دور دست بدی          |
| از ایران یکی کهترم چون شمن    |  | پیام آوریده به شاه یمن          |
| درود فریدون فرخ دهم           |  | سخن هر چه پرسند پاسخ دهم        |
| ترا آفرین از فریدون گرد       |  | بزرگ آنکسی کو نداردش خرد        |
| مرا گفت شاه یمن را بگوی       |  | که بر گاه تا مشک بوید ببوی      |
| بدان ای سر مایهٔ تازیان        |  | کز اختر بدی جاودان بی‌زیان       |
| مرا پادشاهی آباد هست          |  | همان گنج و مردی و نیروی دست     |
| سه فرزند شایستهٔ تاج و گاه     |  | اگر داستان را بود گاه ماه       |
| ز هر کام و هر خواسته بی‌نیاز   |  | به هر آرزو دست ایشان دراز       |
| مر این سه گرانمایه را در نهفت |  | بباید کنون شاهزاده سه جفت       |
| ز کار آگهان آگهی یافتم        |  | بدین آگهی تیز بشتافتم           |
| کجا از پس پرده پوشیده روی     |  | سه پاکیزه داری تو ای نامجوی     |
| مران هرسه را نوز ناکرده نام   |  | چو بشنیدم این دل شدم شادکام     |
| که ما نیز نام سه فرخ نژاد     |  | چو اندر خور آید نکردیم یاد      |
| کنون این گرامی دو گونه گهر    |  | بباید برآمیخت با یکدگر          |
| سه پوشیده رخ را سه دیهیم جوی  |  | سزا را سزاوار بی‌گفت‌وگوی         |
| فریدون پیامم بدین گونه داد    |  | تو پاسخ گزار آنچه آیدت یاد      |
| فرستاده گوید چنین گفت شاه     |  | که ما را سه شاهست زیبای گاه     |
| گراینده هر سه به پیوند من     |  | به سه روی پوشیده فرزند          |
| .                             |  | .....                           |
| سراینده جندل چو پاسخ شنید     |  | ببوسید تختش چنان چون سزید       |
| پر از آفرین لب ز ایوان اوی    |  | سوی شهریار جهان کرد روی         |
| بیامد چو نزد فریدون رسید      |  | بگفت آن کجا گفت و پاسخ شنید     |
| سه فرزند را خواند شاه جهان    |  | نهفته برون آورید از نهان        |
| از آن رفتن جندل و رای خویش    |  | سخنها همه پاک بنهاد پیش         |
| چنین گفت کاین شهریار یمن      |  | سر انجمن سرو سایه فکن           |
| چو ناسفته گوهر سه دخترش بود   |  | نبودش پسر دختر افسرش بود        |
| سروش ار بیابد چو ایشان عروس   |  | دهد پیش هر یک مگر خاک‌بوس        |
| ز بهر شما از پدر خواستم       |  | سخنهای بایسته آراستم            |
| کنون تان بباید بر او شدن      |  | به هر بیش و کم رای فرخ زدن      |
| سراینده باشید و بسیارهوش      |  | به گفتار او برنهاده دوگوش       |
| به خوبی سخنهاش پاسخ دهید      |  | چو پرسد سخن رای فرخ نهید        |
| ازیرا که پروردهٔ پادشا         |  | نباید که باشد به جز پارسا       |
| سخن‌گوی و روشن دل و پاک‌دین     |  | به کاری که پیش آیدش پیش‌بین      |
| زبان راستی را بیاراسته        |  | خرد خیره کرده ابر خواسته        |
| شما هر چه گویم ز من بشنوید    |  | اگر کار بندید خرم بوید          |
| یکی ژرف‌بین است شاه یمن        |  | که چون او نباشد به هرانجمن      |
| .                             |  | .....                           |
| برفتند و هر سه بیاراستند      |  | ابا خویشتن موبدان خواستند       |
| کشیدند با لشکری چون سپهر      |  | همه نامداران خورشیدچهر          |
| چو از آمدنشان شد آگاه سرو     |  | بیاراست لشکر چو پر تذرو         |
| فرستادشان لشکری گشن پیش       |  | چه بیگانه فرزانگان و چه خویش    |
| شدند این سه پرمایه اندر یمن   |  | برون آمدند از یمن مرد و زن      |
| همی گوهر و زعفران ریختند      |  | همی مشک با می برآمیختند         |
| همه یال اسپان پر از مشک و می  |  | پراگنده دینار در زیر پی         |
| نشستن گهی ساخت شاه یمن        |  | همه نامداران شدند انجمن         |
| در گنجهای کهن کرد باز         |  | گشاد آنچه یک چند گه بود راز     |
| سه خورشید رخ را چو باغ بهشت   |  | که موبد چو ایشان صنوبر نکشت     |
| ابا تاج و با گنج نادیده رنج   |  | مگر زلفشان دیده رنج شکنج        |
| بیاورد هر سه بدیشان سپرد      |  | که سه ماه نو بود و سه شاه گردمن |